# Ronald de Graaf

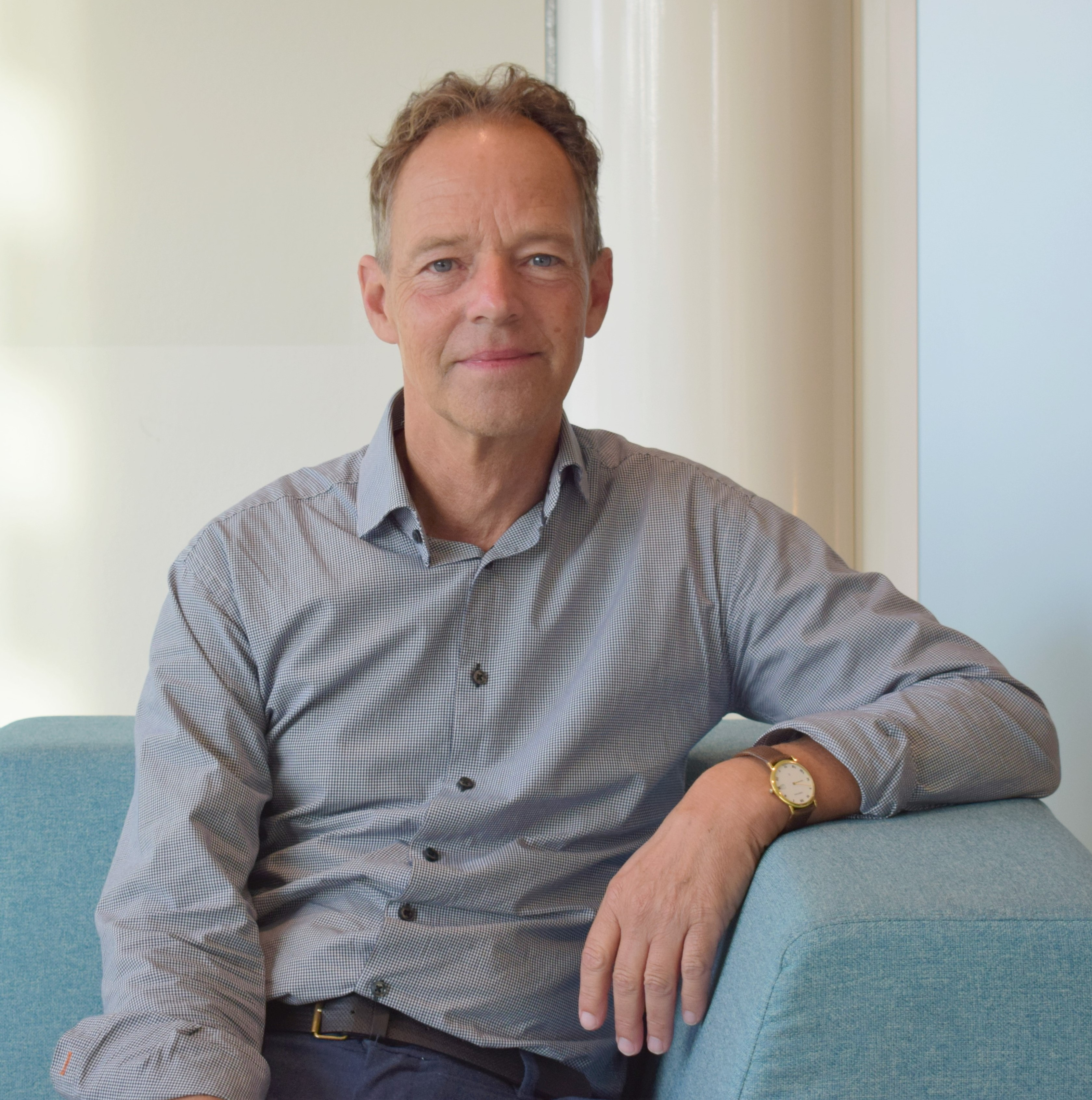

Ronald Peter de Graaf (Hardegarijp, 23 april 1961) is een Nederlands historicus.

## Biografie

### Carrière
De Graaf was als geschiedenisdocent werkzaam op het Ichthus College in Veenendaal en het Van Lodestein College in Kesteren. Hij is lerarenopleider in het vak geschiedenis aan de Christelijke Hogeschool Ede en was van 2017 tot 2024 secretaris van de Hogeschoolraad.
Hij werd rond 1996 bekend door zijn proefschrift Oorlog om Holland 1000-1375, waar hij de oorlogen die het Graafschap Holland in de eerste 375 jaar van haar bestaan voerde, in detail beschrijft. Hierop promoveerde hij in de (militaire) geschiedenis aan de Rijksuniversiteit Groningen.
Hij werkte mee aan ‘Onzichtbaar Nederland’ (VPRO, 2017); ‘80 jaar oorlog. De geboorte van Nederland’ (NTR, 2018);  ‘Verhaal van Nederland’ (NPO, 2022).

### Persoonlijk
De Graaf is gehuwd en heeft drie dochters.

## Werk
- "Oorlog om Holland" 1000-1375 (proefschrift) (1996)
- "Oorlog, mijn arme schapen", een andere kijk op de Tachtigjarige Oorlog 1565-1648 (2004)
- "De waarheid over Floris" 1500-1535 (2004)
- "De prins, Willem van Oranje" 1533-1584 (2018)
- "Friso. Het tragische leven van Johan Willem Friso" 1687-1711 (2021)

## Podcast
De Graaf maakte in 2021 een podcast: ‘De Oranjes, van Willem van Oranje (1533-1584) tot en met Johan Willem Friso (1687-1711).' Deze podcast is bestemd voor een breder publiek. In tien afleveringen vertelt een specialist wat Nederlanders wel of niet te danken hebben aan deze machtige familie.